# KLO (첩보부대)
KLO(영어: Korea Liaison Office)는 미군 극동사령부에서 북한에서의 첩보 활동을 위해 만든 첩보부대이다. 미군이 관할, 운용했지만 한국인으로 구성되었다.
영문 원어 명칭인 'Korea Liaison Office'는 국내에서 '(미극동군사령부)  주한연락처 혹은 주한첩보연락처', '(미극동군사령부) 한국연락사무소' 등으로 번역되고 있는데 국방부 군사편찬연구소에서 편찬한 한국전쟁의 유격전사에서는 "KLO 첩보부대"라는 명칭을 사용하고 있다.
한편 이 KLO 첩보부대를 비롯한 여러 유격부대가 통합되어 미 육군 8240부대 (8240th Army Unit)가 편성되었는데 그렇기 때문에 국내에서는 제8240부대와 예하 10여개의 유격부대(동키부대, 레오파드부대, 백호부대, 유격백마부대, 을지타이거 부대 등등)들을 총칭해서 'KLO부대 / 켈로부대' 혹은 'KLO·8240부대' 등으로 부르고 있다.
정리하자면 협의의 KLO부대 / 켈로부대는 KLO 첩보부대를 의미하고, 광의의 KLO부대 / 켈로부대는 6.25 전쟁 당시 미군이 운용하고 한국인이 대원으로 활약한 대부분의 첩보부대와 유격부대를 총칭하는 의미로 사용되고 있다.
6.25 전쟁 동안 첩보 활동을 위한 수많은 비밀작전을 수행하며 무수히 많은 희생을 치렀지만 첩보부대 특성상 지금까지도 많은 부분이 베일에 싸여있는 부대다.

## 역사
극동사령부 찰스 A. 윌로우비는 북한 내부에서의 첩보 활동을 위해 북한 지역에서 활동하던 정의사(正義社)와 백의사(白衣社) 등의 민간 대북첩보조직을 1948년 8월 24일에 하나로 묶어 "Korea Liaision Office"를 조직하고 반도호텔 2층 202호실에 본부를 설치하였다. 1949년 6월 1일에 정식부대가 되었다.
제8군 G2 부서의 감독관은 KLO 파견대원 20명과 제441CIC 분견대를 묶어서 훈련시킨 다음, 제1(I), 9(IX), 10(X)의 3개 군단을 지원하는 "제8177부대, 전술 연락국(Tactical Liaision Office (TLO), 8177th Army Unit(Tactical Intelligence))"으로 편성하였다.
전쟁 동안, 북한 지역에서의 게릴라/첩보작전 외에도 미국 육군의 제187연대전투단에도 5명이 파견된 바 있다.
인천 상륙 작전을 앞두고 미국 해군 유진 F. 클라크(Eugene F. Clarke) 대위가 지휘하고 계인주 대령, 연정 대위 등 국군 출신 장교 및 KLO부대원이 포함된 한미 연합 첩보부대가 1950년 9월 1일 오전 인천 앞바다 덕적도 근처에 잠입하여 영흥도를 주요 거점으로 한 인천 앞바다에 관한 정보를 수집, 도쿄의 맥아더 사령부로 타전하는 'Operation Trudy Jackson'을 수행하다 9월 15일 0시 50분, 팔미도 등대를 점등시켰다.
1951년 7월에 미군이 지원/운용하던 여러 한국인 유격부대들과 통합되어서 8240부대에 흡수되었다.

## 부대

### 1948년
- 본부 - 반도호텔 202호
- Whisky - 박태현
- Goat - 최규봉(崔圭峰)
- Sun - 전훈

각 부대에는 200~300명의 대원이 배치되어 있었다.

### 1951년 9월
- 본부 - 서울 용산 선린상업고등학교
  - 공작과 - 최규봉
  - 군수보급과 - 전훈
  - 연락과 - 박태현
- 유격부대 - 대령 이영순
- 첩보부대 - 대령 계인주

## 작전
- 1950년
  - 9월, 'Operation Trudy Jackson' - 인천 상륙작전에 앞서 인천에 잠입하여 정보 수집 및 팔미도 등대 점화.
  - 12월, Salamander - 한국인 어선으로 해안 침투.

## 같이 보기
- 8240부대
- 주한 유엔군 유격부대
- 주한 합동 고문단
- 영도유격대
- 대한민국 국군 특수부대
- 제1공수특전여단

## 참고 자료
- 한국전쟁의 유격전사 - 군사편찬연구소 보관됨 2019-09-05 - 웨이백 머신
- 6.25전쟁 시 유격대의 지원 활동 - 국가보훈처
- 8240부대 - 국가기록원
- 박인규 (2006년 1월 14일). “육이오 때의 '켈로부대'를 아십니까”. 프레시안. 2014년 7월 14일에 확인함.
- 이창건 (2005년 12월 22일). 《KLO의 한국전 비사》. 지성사. ISBN 9788978891271.
- Rottman, Gordon L. (2002). 《korean war Order of Battle: United States, United Nations, and Communist Ground, Naval, and Air Forces, 1950-1953》 (영어). Greenwood Publishing Group. 16쪽. ISBN 9780275978358.
- Boose, Donald W. (2016년 3월 23일). 《The Ashgate Research Companion to the Korean War》 (영어). Routledge. 2017년 2월 2일에 확인함.
- Finnegan, John P. “The Evolution of US Army HUMINT: Intelligence Opertions in the Korean War” (PDF) (영어). 2020년 11월 17일에 원본 문서 (PDF)에서 보존된 문서. 2017년 2월 18일에 확인함.
- Kipler, Richard L. (2003년 7월). “Unconventional Warfare in Korea: Forgotten aspect of the 'Forgotten War'” (영어) 16판. 존 F. 케네디 특수전센터학교: 26-37. 2008년 7월 7일에 확인함.